# Saz

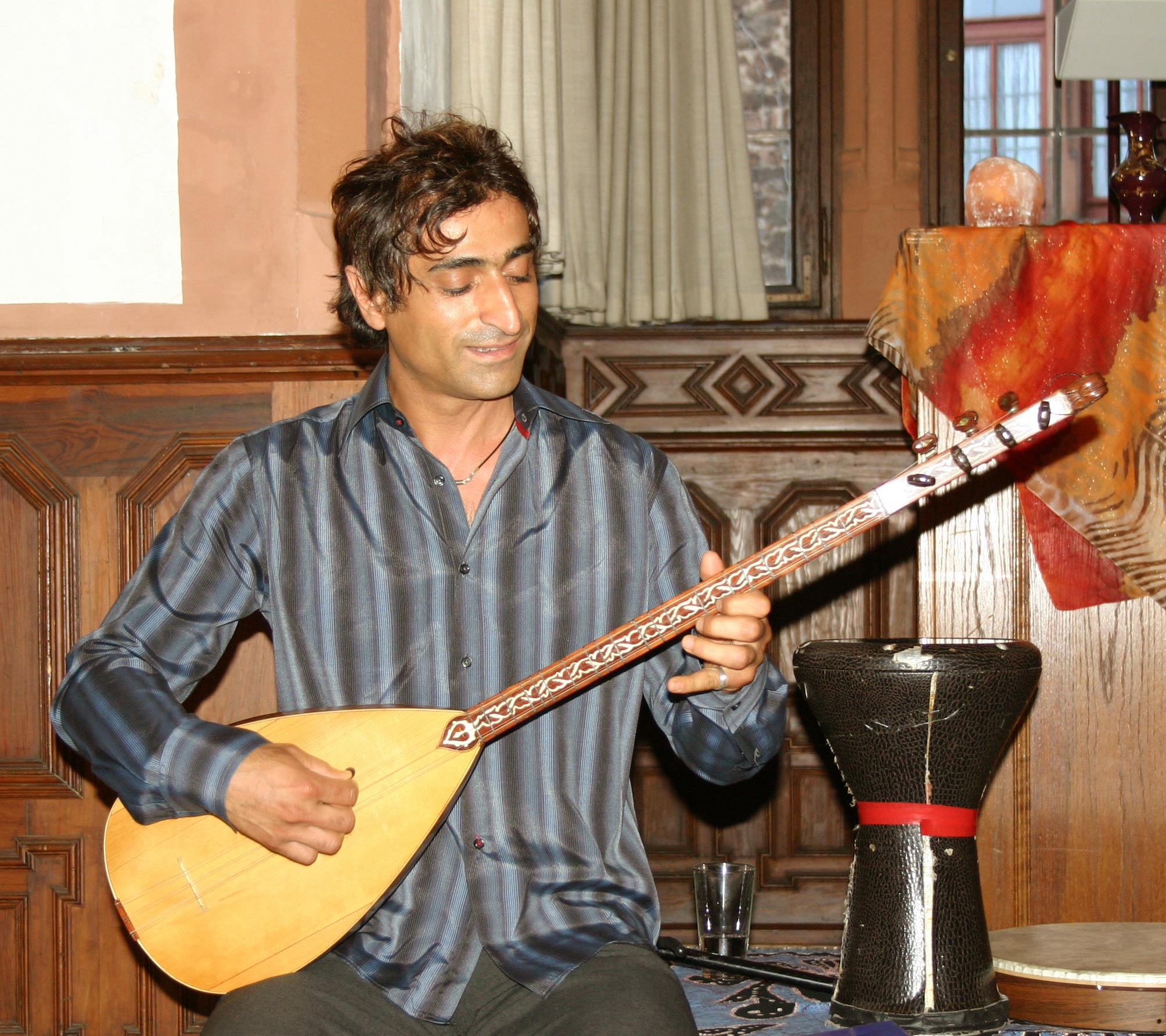
Mustafa Erdogan (El Dino) grający na Sazie

Saz (z perskiego ساز sāz - instrument muzyczny) – instrument strunowy szarpany. Popularny na terenie Iranu, Azerbejdżanu, Armenii, Turcji, Kurdystanu i krajów bałkańskich.
Saz kształtem przypomina lutnię o bardzo długim gryfie, dlatego czasami nazywana jest lutnią długo-szyjkową. Wywodzi się z grupy instrumentów zwanych kopuz, używanych przez plemiona tureckie w ósmym stuleciu. W Azji Mniejszej, Kaukazie, i Bałkanach pojawiły się wraz z migracją ludów tureckich na zachód. Saz jest wykorzystywany w tureckiej, kurdyjskiej, azerskiej i perskiej muzyce ludowej.
Podobnymi instrumentami są bułgarska tambura, greckie buzuki oraz perski setar.
W Polsce na Sazie gra Mikołaj Rybacki lider zespołu Percival.